# المغرب عبر التاريخ (كتاب)
المغرب عبر التاريخ هو كتاب عن تاريخ المغرب من تأليف المؤرخ المغربي الراحل إبراهيم حركات. الكتاب طبع في 3 أجزاء، نُشر عام 1978 عن دار النشر الحديثة - الدار البيضاء.

## محتوى الكتاب

### الجزء الأول
- الجزء الأول يحتوي هذا الكتاب على 440 صفحة مقسم إلى ثلاثة أجزاء تناول بالدراسة المنهجية المغرب قبل الفتح إلى نهاية دولة الموحدين في عرض لأحداث المغرب وتطوراته السياسية والدينية والاجتماعية والعمرانية والفكرية، أي منذ ما قبل الإسلام إلى نهاية هذه الدولة.
  - الجزء الأول: يتناول دراسة للمغرب قبل الفتح الإسلامي، وتمس الدراسة: وضعية المغرب الجغرافية، والمغرب فيما قبل التاريخ وما يتصل بهذا الجانب من الدول التي تعاقبت عليه عبر هذه الحقبة.
  - أما الجزء الثاني: من الكتاب الأول فيتناول المغرب بعد الفتح الإسلامي، ومراحل الفتح، والاضطرابات التي عرفتها يومئذ، وانتشار المذهب الخارجي وآثار الفتح الإسلامي في المغرب، والدولة الادريسية والمرابطية والموحدية بالإضافة إلى الفهارس العلمية الدقيقة.

### الجزء الثاني
- أما الجزء الثاني من الكتاب (الذي صدر بنفس الحجم عن دار ثانية للنشر بالدار البيضاء غير الدار التي قامت بإنجاز الجزء الأول،) فيقع في 480 صفحة تتناول بالدرس تاريخ المغرب من بداية الدولة المرينية إلى نهاية دولة السعديين، قسمه إلى خمسة أبواب/اجزاء بصفة عامة فالكاتب يتناول:
  - الجزء الأول منه: الدولة المرينية ووضعية العالم في هذا العصر الذي ظهرت فيه، ونشأة الدولة ودورها، والعوامل التي أدت إلى سقوطها، وأهمية أعمالها، وسياستها الداخلية وعلاقات المغرب الخارجية يومئذ والحياة الدينية.
  - الجزء الثاني: فارتكز على دراسة الحضارة على عهد هذه الدولة وتناول أيضا هذا الفصل الدولة ونظامها والحياة الاجتماعية والاقتصادية والعمرانية والفكرية.
  - الجزء الثالث: يتناول الدولة الوطاسية والعصر الذي ظهرت فيه، وظهور الدولة وتطورات الأحداث في هذا العصر، والعوامل التي أدت إلى سقوطها، وأهمية أعمالها، والسياسة الداخلية والخارجية لها، والحياة والدينية على عهدها.
  - الجزء الرابع: فيتناول مميزات الحضارة الوطاسية في هذا العهد، ونظام الدولة، والحياة الاجتماعية والاقتصادية والعمرانية وفن البناء والحياة الفكرية.
  - الجزء الخامس: يتناول بالدرس نفس الموضوعات بالنسبة للدولة السعدية بإضافة تخصيص فصل لدراسة (الحركات الاستقلالية الكبرى) التي تعني عند المؤلف هذه الحركات: حركة الجهاد البحري الشعبي أو هجرة الموريسكيين وحركتهم بالرباط وسلا، وحركة العياشي وما تبع ذلك من تطورات، والدلائيون ورجالهم محمد بن أبي بكر ومحمد الحاج إلى غير ذلك مما لا يتسع له المجال.